# خوان فرانسیسکو د لا بودگا ی کوادرا
خوان فرانسیسکو د لا بودگا ی کوادرا (Juan Francisco de la Bodega y Quadra) (زادهٔ ۲۲ مه ۱۷۴۳ – درگذشتهٔ ۲۶ مارس ۱۷۹۴)، افسر نیروی دریایی متعلق به کریولوی اسپانیا بود که در عملیات‌های قارهٔ آمریکا حضور داشت.
خوان فرانسیسکو د لا بودگا ی کوادرا در ۱۹ سالگی در شهر کادیز به آکادمی نیروی دریایی اسپانیا پیوست. و چهار سال بعد، در سال ۱۷۶۷ به عنوان افسر، با درجهٔ پرچم‌دار ناوچه (آلفرز د فراگاتا) منصوب شد. در سال ۱۷۷۳ به درجهٔ پرچم‌دار ناو (آلفرز د ناویو) و در سال ۱۷۷۴ به درجه ستوان ناو (تنینته د ناویو) ترفیع کرد.

## پرو
در سال ۱۷۸۰، به بودگا فرمان داده شد تا به سوی نائب‌الملک پرو رفته تا برای صنعت معدن نقرهٔ مکزیک، نقرهٔ سریع که (جیوه) بود، را به‌دست‌آورد. ذخیرهٔ جیوه به شدت کاهش یافته بود زیرا که کشتی‌هایی که آن را به‌طور معمول حمل می‌کردند به دلیل جنگ با بریتانیا منحرف شده و به سمت مقاصد دیگری حرکت می‌کردند.
کشتی سانتیاگو برای تعمیر کج شده بود و بسیاری از قطعه‌های پوسیدهٔ آن جایگزین شد. بودگا در اواخر مارس ۱۷۸۳ از کالائو با محموله‌ای از تجهیزات نظامی و تعدادی مسافر در دریا حرکت کرد. سفر دریایی به شمال به آرامی انجام شد و بودگا در ۲۰ ژوئن ۱۷۸۳ کشتی سانتیاگو را در سن بلاس متوقف کرد و لنگر انداخت.

## اسپانیا
کمی بعد از آنکه بودگا در سن بلاس بازگشت، به او دستور حرکت به هاوانا، کوبا داده شد. در سال ۱۷۸۴ در آنجا، از او خواسته شد و به وی اجازه داده شد که به اسپانیا سفر کند که او در سال ۱۷۸۵ این کار را انجام داد. او چهار سال دلسردکننده و ناامیدکننده‌ای را در اسپانیا گذراند. هر چند، در آنجا دو اتفاق مثبت نیز رخ داد. نخست، پادشاه ارتقای بودگا به درجهٔ کاپیتان د ناویو (کاپیتان کشتی) را در ۱۵ نوامبر ۱۷۸۶ تأیید کرد که بالاترین درجهٔ افسران پرچم‌دار نیروی دریایی بود. دوم، او توسط پادشاه اسپانیا به عنوان شوالیه تمام عیار محفل سانتیاگو لقب گرفت که معتبرترین جایگاه میان چهار محفل جوانمردی در اسپانیا است. کسب حکم ورود به محفل سانتیاگو بسیار دشوار بود. بودگا این روند را در سال ۱۷۷۵ آغاز کرده بود. او سرانجام در ۸ آوریل ۱۷۸۸ توسط پادشاه لقب شوالیه گرفت.

## فرمانده در سن بلاس
بودگا در پایان اقامتش در اسپانیا، به عنوان فرماندهٔ ادارهٔ نیروی دریایی سن بلاس انتخاب شد. بودگا و نائب‌السلطنه در بازگشت خود را در میان عواقب ناشی از بحران نوتکا یافتند. آنها دو مشکل مبرم داشتند که باید سریعاً به آن می‌پرداختند. نخست، آنها باید برای خروج و آزادسازی کشتی‌ها، افسران و ملوانان انگلیسی که توسط مارتینز در سال ۱۷۸۹ زندانی شده بودند، برنامه‌ریزی می‌کردند. دوم آنکه آن‌ها باید به فرمان سلطنتی ۱۴ آوریل ۱۷۸۹ پاسخ می‌دادند که مستلزم حفظ و نگهداری از تشکیلات اسپانیایی در نوتکا ساند بود. در ابتدا نه رویاگیگدو و نه بودگا نمی‌دانستند که مارتینز، نوتکا ساند را ترک کرده‌است.
سه کشتی به نام‌های: کانسپسیون، سن کارلوس و پرینسزا رئال در اوایل آوریل ۱۷۹۰ از سن بلاس حرکت کرده و به نوتکا ساند رسیده بودند. فرانسیسکو دی الیزا به عنوان فرمانده منصوب شد. کوئیپر، فیدالگو و دیگر افسران عضو هیئت اعزامی بودند.

### فرماندهی نوتکا ساند
کوادرا شاهد عینی عواقب بحران نوتکا در نوتکا ساند بود. در سال ۱۷۸۹، هنگامی که فرماندهی در سان بلاس پایه‌گذاری شد، او هیئت جدیدی از کاشفان را اعزام کرد. او در سال ۱۷۹۱، به عنوان کمیسر اسپانیایی برای مذاکره و اجرای قراردادهای نوتکا در نوتکا ساند منصوب شد.

### جزیرهٔ کوادرا و ونکوور
در اوت ۱۷۹۲، بودگا ورود کاپیتان انگلیسی جرج ونکوور را خوش آمد گفت. دو فرمانده به سرعت روابط دوستانه‌ای مانند اکتشافات مشترک و در میان گذاشتن تجهیزات، ایجاد کردند. از آنجاییکه ونکوور سرزمینی را که نوتکا بر آن قرار گرفته بود جزیره‌ای فوق‌العاده تعیین کرد، او پیشنهاد داد که آن را جزیرهٔ کوادرا و ونکوور نام‌گذاری کنند. «جزیرهٔ کوادرا و ونکوور» این جزیره در آمار کاشفان این گونه نام گرفت ولی بعداً نام آن به جزیرهٔ ونکوور خلاصه شد.

## وفات
بودگا ی کوادرا پس از چندین سال تحمل درد و رنج ناشی از سردردهای مزمن، در آوریل ۱۷۹۳ درخواست مرخصی از مسئولیت‌هایش را داد تا به بازیابی سلامت خود بپردازد. مرخصی به وی اعطا شد و او سن بلاس را به مقصد گوادالاخارا و مکزیکو سیتی ترک کرد. او در گوادالاخارا دچار فلوکسو د سانگر (از دست دادن خون یا خونریزی) شدید شد. او در مکزیکوسیتی دچار تشنج شد و در ۲۶ مارس ۱۷۹۴ در سن ۵۰ سالگی در همان‌جا درگذشت. دکتر جان نیش، متخصص داخلی، حدس می‌زد که مرگ بودگا ی کوادرا بر اثر تومور مغزی یا شدیدترین نوع فشارخون بالا بوده‌است. با توجه به فقدان جزئیات و عدم دقت امروزه در تشخیص و توصیف، نائب‌السلطنه رویاگیگدو رسماً اعلام کرد که مرگ بودگا به‌طور حتم به «دلایل طبیعی» بوده‌است. پیکر او در صومعه سن فرناندو، تحت فرمان سانفرانسیسکو در مکزیکو سیتی به خاک سپرده شد.

## ارجاعات
1. ↑  Tovell (2008), pp. 115–120.
2. ↑  Tovell (2008), pp. 122–128.
3. ↑  Tovell (2008), pp. 124–125, 134–136, 143–150.
4. ↑  Naish, John (1996). The Interwoven Lives of George Vancouver, Archibald Menzies, Joseph Whidbey and Peter Puget: The Vancouver Voyage of 1791-1795. The Edward Mellen Press, Ltd. ISBN 0-7734-8857-X.
5. ↑  Wing, Robert; Newell, Gordon (1979). Peter Puget: Lieutenant on the Vancouver Expedition, fighting British naval officer, the man for whom Puget Sound was named. Gray Beard Publishing. ISBN 0-933686-00-5.
6. ↑  Tovell (2008), pp. 327-330.
7. ↑  Biography of Juan Francisco de la Bodega y Quadra (1744-1794), TheBiography, archived from the original on 4 March 2022, retrieved September 22, 2021